# ريكي مورتون
ريكي مورتون (بالإنجليزية: Ricky Morton) هو مصارع محترف أمريكي، ولد في 21 سبتمبر 1956 في ناشفيل في الولايات المتحدة.

## وصلات خارجية
- ريكي مورتون على موقع IMDb (الإنجليزية)
- ريكي مورتون على موقع قاعدة بيانات الفيلم (الإنجليزية)
- ريكي مورتون على موقع WrestlingData.com (الإنجليزية)
- ريكي مورتون على موقع CageMatch worker (الإنجليزية)
- ريكي مورتون على موقع قاعدة بيانات المصارعة على الإنترنت (الإنجليزية)
- ريكي مورتون على موقع عالم المصارعة على الإنترنت (الإنجليزية)
- ريكي مورتون على موقع عالم المصارعة على الإنترنت (الإنجليزية)

- الموقع الرسمي